# نزال الغوري
نزال الغوري الكتامي هو قائد عسكري أمازيغي من قبيلة كتامة، برز في القرن الرابع الهجري (العاشر الميلادي) خلال التوسع العسكري للدولة الفاطمية. تولى ولاية طرابلس الشام ، وشارك في حملات حاسمة ضد البيزنطيين في اللاذقية، وضد منير الصقلبي في دمشق، حيث لعب دورًا محوريًا في تأمين نفوذ الفاطميين في الشام.

## فتح اللاذقية
في سنة 372 هـ / 982 م، قاد نزال حملة عسكرية ضد القوات البيزنطية في اللاذقية ، وذلك بعد وصول فلول مهزومة من أنطاكية إلى طرابلس. فبادر نزال بالتحرك عسكريًا، وتمكن من هزيمة القائد البيزنطي كرمروك وأسره، ثم استولى على المدينة. ورد في المصادر:

## احتلال دمشق وأسر منير الصقلبي
في سنة 381 هـ، تمرد منير الصقلبي في دمشق بعد وفاة مولاه الوزير يعقوب بن يوسف. فسير الخليفة العزيز بالله الفاطمي القائد التركي بنجوتكين، وأمر نزال والي طرابلس بالانضمام إليه لمحاربة المتمرد. التقى نزال بمنير قبل وصول بنجوتكين وهزمه وأسره. ورد في تاريخ الأنطاكي: 

## المجازر في دمشق
أعقبت المعركة مجازر واسعة في صفوف سكان دمشق. تقول الروايات: 